# Partido judicial de Alcántara
El partido judicial de Alcántara fue uno de los trece partidos judiciales tradicionales, de la provincia de Cáceres en la región española de Extremadura.

## Geografía

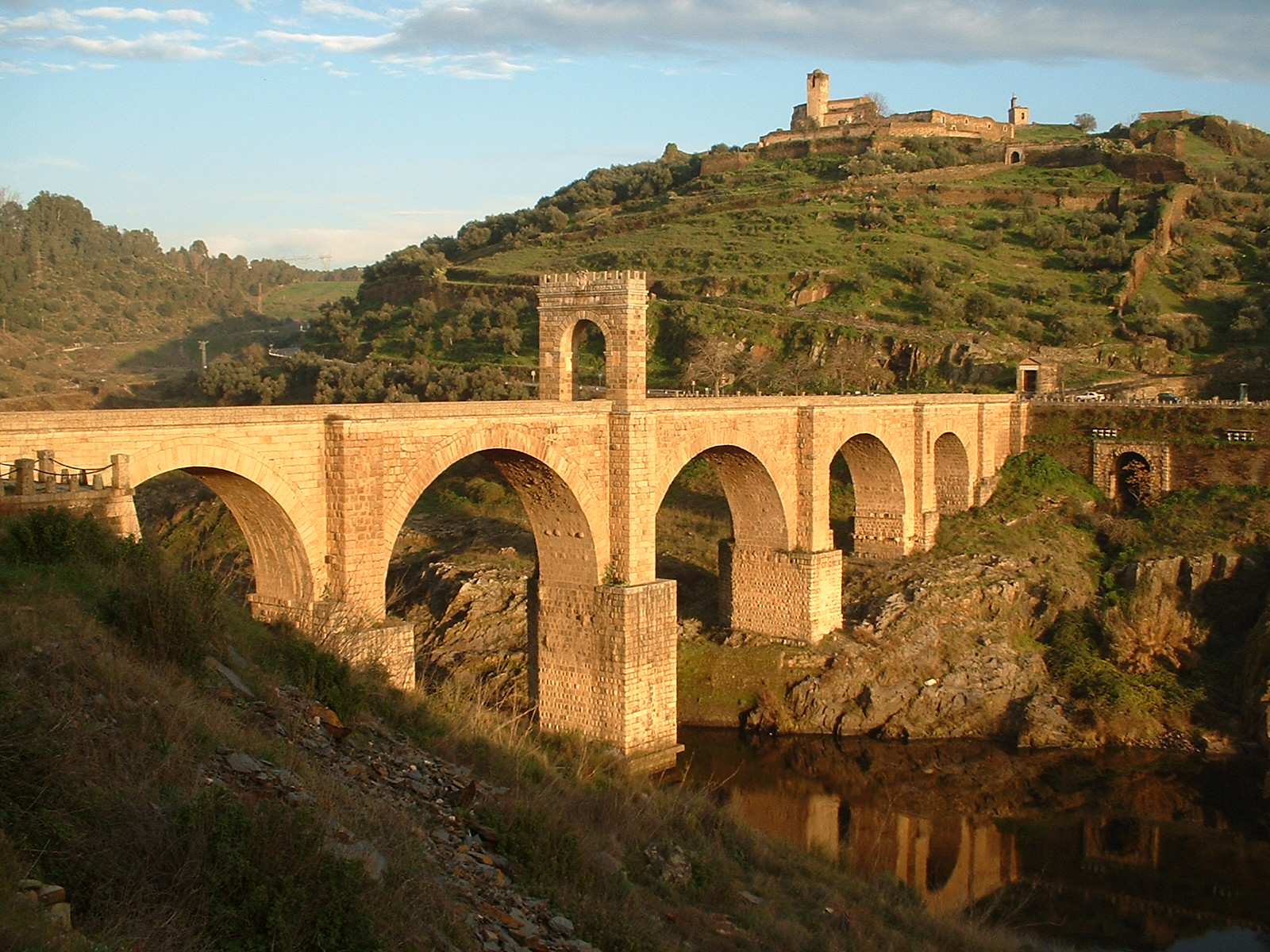
Puente romano de Alcántara

Estaba situado en el extremo occidental de la provincia, lindando al norte con el partido de Coria; al sur con los partidos de Valencia y Cáceres; al este con el de Garrovillas; y al oeste con Portugal.
Está formado por nueve ayuntamientos pertenecientes a la comarca de Tierra de Alcántara: Alcántara, Araya, Brozas, Ceclavín, Estorninos, Mata, Piedras Albas, Villa del Rey, Zarza la Mayor.

## Historia
Tiene como antecedente la Tierra de Alcántara en la Provincia de Trujillo en 1594.
En 1570, la corona realiza una profunda reorganización del antiguo partido de Alcántara, que fue dividido en cuatro: Alcántara, Valencia, Gata y Brozas.
Tras la supresión de este partido los siete municipios existentes a finales del siglo XX pasa a depender del Partido Judicial de Cáceres